# 애슐리 브루어
애슐리 브루어(Ashleigh Brewer, 1990년 12월 9일 ~ )는 오스트레일리아의 배우이다.